# 나마샤구

나마샤구의 위치

나마샤구(한국어: 나마하구, 중국어: 那瑪夏區, 병음: Nàmǎxià Qū)는 중화민국 가오슝시의 구이다. 넓이는 252.9895km2이고, 인구는 2015년 8월 기준으로 3,144명이다. 

## 지리
나마샤구는 가오슝시 북동부에 위치하고 동쪽은 타오위안구과 서쪽은 타이난현 난화향과 북쪽은 자이현 다푸향, 아리산향과 남쪽은 자셴구와 각각 접하고 있다. 위산산맥상에 위치하기 때문에 지세는 험하고 가오핑계(高屏溪)의 2대 지류인 난쯔셴계(楠梓仙溪), 라오눙계(荖濃溪)가 전역을 흐르고 있다. 가오슝현의 3개의 원주민향의 하나로서 향내에는 원주민인 추족을 포함해 부눈족, 루카이족이 거주하고 있다.

## 역사
나마샤구는 일본 통치 시대에는 문자지사(蚊子只社, 다카오주 기잔군 번지)로 불리고 있었다. 2차 대전 후에 가오슝현 마야향(瑪雅郷)이 되었지만 1957년에 향내의 3촌이 '민족', '민권', '민생'으로 명명되었기 때문에 향 이름도 이와 함께 '싼민향(三民郷)'으로 개칭되었다. 타이완정명운동에 의해 2008년 1월 1일 싼민향에서 나마샤향으로 개칭되었고, 향내의 3촌도 각각 '낭기살루(민족)촌', '망추(민권)촌', '타카누아(민생)촌'으로 개칭되었다.
2010년 12월 25일, 가오슝현과 가오슝시가 합병하며 가오슝시 나마샤구가 되었다.

## 같이 보기
- 가오슝시